# Detención de Luis Carlos Díaz

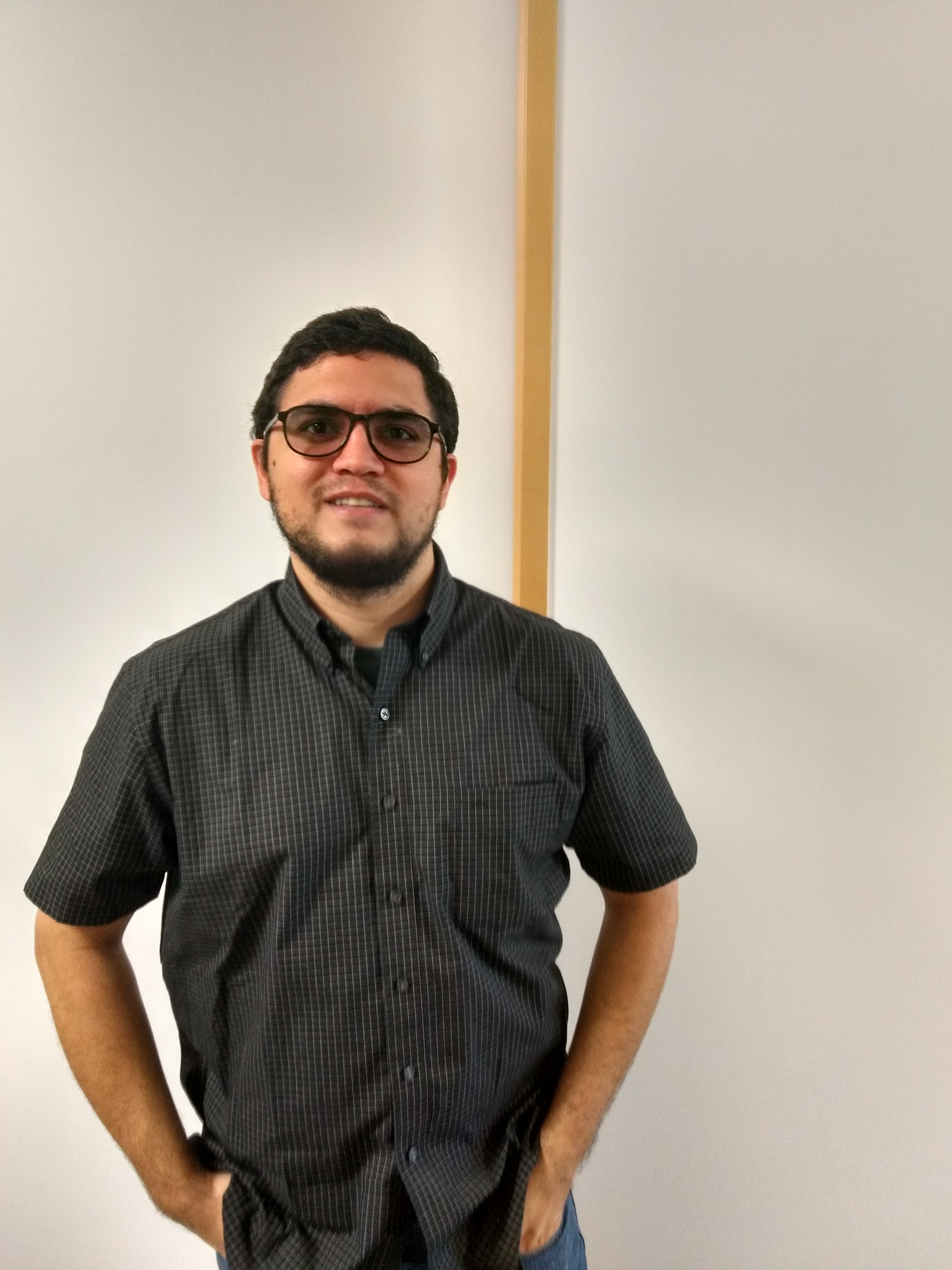
Luis Carlos Díaz.

En marzo de 2019, agentes del Servicio Bolivariano de Inteligencia Nacional (SEBIN), detuvieron al periodista venezolano Luis Carlos Díaz. Los agentes allanaron su vivienda y robaron pertenencias personales, golpearon al periodista durante su arresto fue sometido a tratos crueles e inhumanos durante su reclusión. Luis Carlos fue liberado en la noche siguiente, se le impuso la obligación de presentarse ante los tribunales cada ocho días, y las prohibiciones de salir del país y de declarar ante los medios de comunicación sobre su caso.
Su caso fue archivado finalmente el 1 de febrero de 2021, suspendiendo las medidas cautelares dictadas en su contra.

## Detención
Entre la noche del 11 de marzo y la madrugada del 12 de marzo de 2019 agentes del Servicio Bolivariano de Inteligencia Nacional (SEBIN), al servicio del gobierno de Nicolás Maduro, lo detuvieron, allanaron y robaron su vivienda en Caracas y lo trasladaron al Helicoide; su esposa, Naky Soto, el Sindicato Nacional de Trabajadores de Prensa de Venezuela (SNTP) y la organización PROVEA denunciaron los hechos. Luis Carlos estuvo desaparecido por nueve horas, luego de que se perdiera contacto con él después de salir del trabajo en Unión Radio en Caracas.Se le acusó de instigar el apagón eléctrico de Venezuela que había comenzado el 7 de marzo y que continuaba en curso. Los agentes amenazaron igualmente a Naky con detenerla en caso de hacer «mucho ruido» sobre lo sucedido. Más adelante Amnistía Internacional declaró a Luis Carlos como un prisionero de conciencia. Naky también denunciaría posteriormente, que la primera comisión del SEBIN que lo entrevistó, lo golpeó con el casco de su bicicleta, robaron todo el dinero en efectivo y las joyas que tenían. Le dijeron a él que a ella la habían detenido en el Hospital Militar y que llevarían un cadáver hasta su casa para acusarlos de asesinato. Además, amenazándolo varias veces con ella y su salud, por aquello que ella padece de cáncer. Naky presionó por la liberación de su esposo e hizo un llamado a la Comisión de Derechos Humanos de las Naciones Unidas en Caracas para conocer sobre su bienestar.
El caso de Luis Carlos Díaz es incluido en el informe de la Misión Internacional de determinación de hechos sobre Venezuela publicado el 20 de septiembre de 2022, donde relató que fue entregado a funcionarios de la Dirección General de Contrainteligencia Militar (DGCIM) y trasladado a un centro de detención clandestino, donde fue sometido a tratos crueles y inhumanos, antes de ser trasladado a El Helicoide al día siguiente.

## Reacciones
Luz Mely Reyes indicó al diario británico The Guardian que la detención de Luis Carlos Díaz era parte de la «guerra contra la prensa» librada por Nicolás Maduro. Erika Guevara Rosas, directora de Amnistía Internacional para América, declaró que Luis Carlos Díaz había sido detenido «por su trabajo ampliamente respetado cubriendo las demandas de la gente de Venezuela para vivir dignamente» y por «denunciar la respuesta de las autoridades a la seria crisis de derechos humanos» en curso, lo calificó como preso de conciencia y exigió su liberación inmediata e incondicional. Pasadas casi veinticuatro horas de la detención, la alta comisionada de Naciones Unidas para los Derechos Humanos, Michelle Bachelet, expresó su preocupación por el periodista y pidió tener «acceso urgente» a él.Véase también

## Liberación y archivo del caso
La noche del 12 de marzo de 2019 fue excarcelado tras una audiencia en los tribunales de Caracas, en la que, según la organización Espacio Público, se le imputó el delito de «instigación pública» y se le impusieron la obligación de presentarse ante los tribunales cada ocho días y las prohibiciones de salir del país y de declarar ante los medios de comunicación sobre su caso. Desde entonces no ha podido volver a la radio y se le ha impedido participar en eventos internacionales como consultor, expositor y periodistas.[cita requerida]
El 1 de febrero de 2021 su caso fue archivado, suspendiendo las medidas cautelares dictadas en su contra.